# Bellefontaine (Ohio)
Pour les articles homonymes, voir Bellefontaine.
La ville de Bellefontaine est le siège du comté de Logan, situé dans l'État de l'Ohio, aux États-Unis. Sa population s’élevait à 13 370 habitants lors du recensement de 2010, estimée à 13 161 habitants en 2017.

## Source
- (en) Cet article est partiellement ou en totalité issu de l’article de Wikipédia en anglais intitulé « Bellefontaine, Ohio » (voir la liste des auteurs).